# Schleswig-Holsteinische Landesforsten

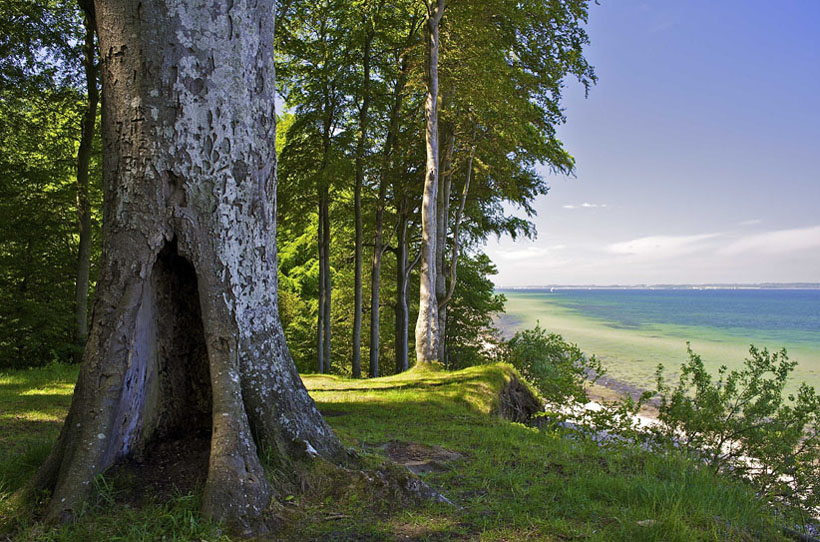
Sommerlicher Buchenwald in Schleswig-Holstein in Noer an der Eckernförder Bucht (2010)

Die Schleswig-Holsteinischen Landesforsten (SHLF) sind ein öffentlicher Betrieb, der Wälder im deutschen Bundesland Schleswig-Holstein bewirtschaftet und am Erhalt und der Erhöhung der Biodiversität, der Gewässer-, Klima- und Lärmschutz sowie der Bewahrung der Erholungsfunktionen des Waldes arbeitet. Die Schleswig-Holsteinischen Landesforsten betreuen knapp 50.000 Hektar der insgesamt 173.412 Hektar großen Waldfläche Schleswig-Holsteins.

## Organisation

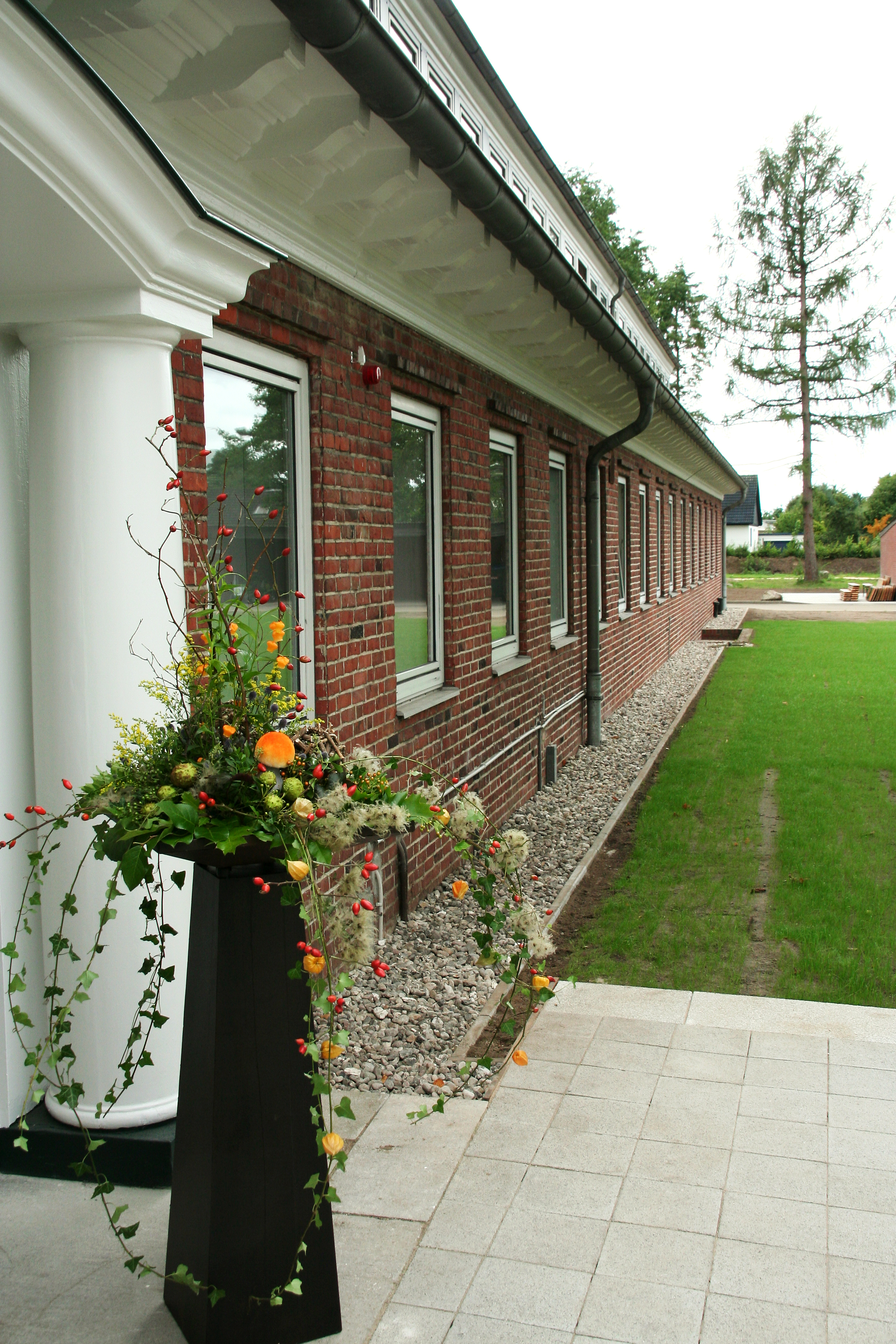
Zentrale der Schleswig-Holsteinischen Landesforsten (2008)

Mit der Gründung der Schleswig-Holsteinischen Landesforsten am 1. Januar 2008 wurde die traditionelle Forstverwaltung in ein öffentliches Unternehmen umgewandelt. Der Schleswig-Holsteinische Landtag hatte das am 12. Dezember 2007 mit dem „Gesetz über die Anstalt Schleswig-Holsteinische Landesforsten und zur Änderung anderer Vorschriften“ beschlossen. Der Hauptsitz des Unternehmens befindet sich in Neumünster. Die Geschäftsfelder sind Holz und Dienstleistungen, Jagd und Wild, Gemeinwohlleistungen sowie biologische und technische Produktion. 2019 gab es 32 Förstereien. Zu den Landesforsten gehören der Erlebniswald Trappenkamp sowie die Jugendwaldheime in Süderlügum und Hartenholm.
Am 18. April 2018 feierten die SHLF ihr zehnjähriges Bestehen. Zur Feier des Tages pflanzten die Mitarbeiter der Landesforsten mit ihren Gästen die ersten Bäume für einen rund zwei Hektar großen Jubiläumswald.

## „Unsere Waldwirtschaft“
Die Waldbaubetriebsanweisung der Schleswig-Holsteinischen Landesforsten bildet den Rahmen für die jährliche Wirtschaftsplanung. Wichtige Etappenziele sind in der Forsteinrichtung bis 2021 detailliert festgeschrieben. In den Wäldern der SHLF entfallen auf jeden Hektar Waldfläche durchschnittlich rund 326 Vorratsfestmeter. Mit einer geplanten nachhaltigen Nutzung von 75 Prozent des laufenden Holzzuwachses steigt der Holzvorrat um 110.000 Kubikmeter pro Jahr.
Unter dem Motto „Unsere Waldwirtschaft“ bündeln die Schleswig-Holsteinischen Landesforsten ihre Pläne zur Bewirtschaftung des Waldes. Ziel ist es, auf der von den Landesforsten bewirtschafteten Fläche einen möglichst hohen Anteil an vielfältig strukturierten, leistungs- und widerstandsfähigen Mischwäldern zu erhalten. Diese Mischwälder tragen zum Arten- und Biotopschutz bei und bilden gleichzeitig eine stabile Ertragsbasis für das Unternehmen.
Mit der internationalen Bildungskampagne „Bildung für nachhaltige Entwicklung“ stärken die Landesforsten das Bewusstsein für die Werte des Waldes und die Zusammenhänge der Natur. Im Dialog mit Waldnutzern und Waldbesuchern erarbeiten die Landesforsten Konzepte für einen zukunftssicheren Wald.
Die Schleswig-Holsteinischen Landesforsten bewirtschaften die ihnen anvertrauten Wälder nachhaltig und naturnah nach strengen ökologischen und sozialen Maßstäben. Das Unternehmen ist nach den Kriterien des Forest Stewardship Council (FSC-C010535) zertifiziert. Das FSC-Siegel garantiert unter anderem die langfristig ausgerichtete Nutzung des Waldes, den Schutz natürlicher Ressourcen und den Respekt gegenüber Arbeitnehmerrechten.
Ihr Engagement für ein integratives Konzept, das ökologische, soziale und ökonomische Aspekte verbindet, dokumentieren die Landesforsten mit dem PEFC-Siegel.

## Naturschutz
In den Förstereien der SHLF sind Naturschutzmaßnahmen integraler Bestandteil der Arbeit. Das Unternehmen engagiert sich zudem mit einer Reihe von Einzelprojekten, etwa im Rahmen des vom Bundesumweltministerium geförderten Erprobungs- und Entwicklungsvorhabens „Holsteiner Lebensraumkorridore“ oder den Schutzprojekten für Seeadler, Schwarzstörche, Fledermäuse oder Haselmäuse.
Die Landesforsten arbeiten mit der „Projektgruppe Seeadlerschutz“ zusammen, die sich seit 1968 für den Schutz der Seeadler und anderer Großvögel des Waldes einsetzt. Neben den SHLF gehören verschiedene Naturschutzverbände, die Landesjägerschaft, der Waldbesitzerverband und das Umweltministerium der Projektgruppe an. Seit 1997 ist der Zusammenschluss als gemeinnützig anerkannter Verein tätig und führt seither im Auftrag des Landes Schleswig-Holstein das Artenschutzprojekt Seeadler durch.
Rund 30 Prozent der Waldflächen der Schleswig-Holsteinischen Landesforsten unterliegen der Fauna-Flora-Habitat-Richtlinie. In diesen Gebieten erfolgt die Bewirtschaftung nach besonders strengen Regeln. Noch strengere Bestimmungen gelten in den rund 4.800 Hektar Naturwäldern. Sie sind von der Nutzung komplett ausgeschlossen. Sehr alte und strukturreiche Bäume auf den übrigen Flächen stehen unter dem Schutz des Habitatbaumkonzeptes, sie verbleiben bis zum natürlichen Zerfall im Wald.

## Ökopunkte
Im Zuge der Naturwaldausweisung 2016 konnten die Schleswig-Holsteinischen Landesforsten auf den neu geschaffenen Naturwaldflächen Ökokonten einrichten. Ökologische Aufwertungsmaßnahmen lassen sich nun in Ökopunkte umrechnen und auf diese Konten buchen. Die Landesforsten leisten vorab einen Ausgleich, der bei einem späteren Eingriff in die Natur, beispielsweise bei einem Bauvorhaben, vom Punktekonto abgebucht werden kann. Bauherren können Flächen, die mit einem Ökokonto verknüpft sind, als Ausgleichsflächen nutzen, indem sie Ökopunkte erwerben.
Auf der Website der Schleswig-Holsteinischen Landesforsten ist eine Übersichtskarte mit allen verfügbaren Ökokonten abrufbar.
Die Konzentration auf ausgewählte Flächen ermöglicht es, Eingriffe in die Natur mit höherwertigen Maßnahmen zur Schaffung und Stabilisierung vielfältiger Naturlebensräume zu kompensieren. Durch diese Qualitätsverbesserung im Vergleich zu herkömmlichen Ausgleichsflächen können anspruchsvolle Entwicklungskonzepte des Arten- und Biotopschutzes umgesetzt werden. Die Überwachung der festgelegten Entwicklungsziele obliegt den Landesforsten und den zuständigen Unteren Naturschutzbehörden.

## Waldpädagogik
Die Waldpädagogik zählt neben dem Naturschutz und der Ausbildung von Forstwirten zu den Gemeinwohlleistungen der Schleswig-Holsteinischen Landesforsten. Die Aktivitäten des Unternehmens in diesem Bereich konzentrieren sich auf die Jugendwaldheime in Hartenholm und Süderlügum sowie auf den Erlebniswald Trappenkamp. Mit einer Reihe von Publikumsveranstaltungen, Seminaren, Führungen und Fortbildungen tragen die Waldpädagogischen Zentren der SHLF zur Umweltbildung bei.
Der ErlebnisWald Trappenkamp ist als Bildungszentrum zertifiziert, angehende Waldpädagogen können dort das Bundeszertifikat Waldpädagogik erwerben.
Die von den Landesforsten geförderte „Bildung für nachhaltige Entwicklung“ sensibilisiert für die Zusammenhänge in der Natur und für die Notwendigkeit, das hochkomplexe Ökosystem Wald zu erhalten. Gleichzeitig soll sie dazu beitragen, soziale Kompetenzen auszubilden und einen verantwortungsvollen Umgang mit Ressourcen zu verinnerlichen. 
Viel über den Wald erfahren große und kleine Besucher auch auf Informationstafeln der Walderlebnispfade in Kellenhusen, Hasselbusch und Reinbek.

## Erholung

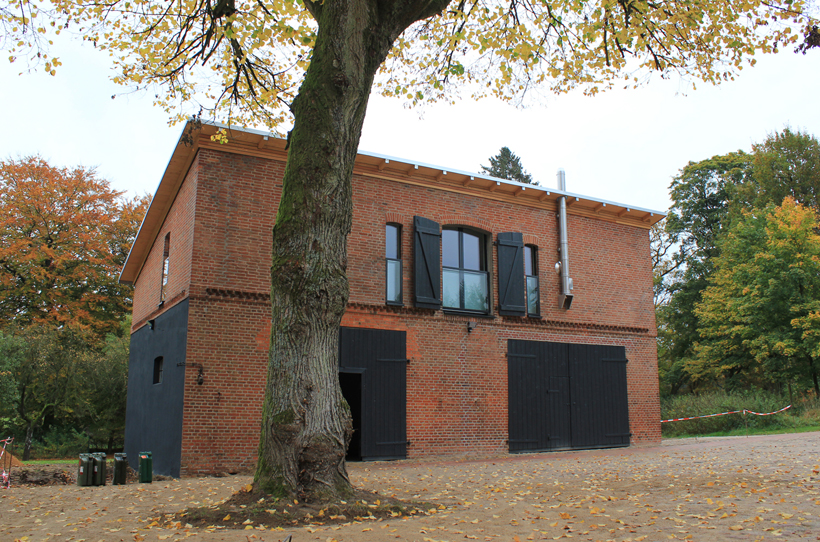
Ferienwohnung Glashütte

Wälder dienen nicht nur dem Holzanbau und dem Klima- und Naturschutz, sondern sind auch Orte der Entspannung. Der Erhalt von Waldwegen und vielfältigen Erholungsmöglichkeiten zählt zu den Gemeinwohlleistungen der Schleswig-Holsteinischen Landesforsten. Die Angebote zur Freizeitgestaltung werden dabei zunehmend erweitert.
So gibt es inzwischen 17 Hundewälder, in denen sich die Vierbeiner nach Herzenslust austoben dürfen.
Als Partner der Idee „Reitwegenetz Schleswig-Holstein“ arbeiten die Schleswig-Holsteinischen Landesforsten daran, ein landesweites Wegenetz für Reiter auszubauen.
Und für Mountainbiker gibt es den Hütti-Trail quer durch den Brekendorfer Wald.
Die Landesforsten vermieten zudem Ferienhäuser und -wohnungen in Glashütte, Kellenhusen, Sehestedt und Boostedt.

## Bestattungswälder
Das Leistungsspektrum der Schleswig-Holsteinischen Landesforsten umfasst auch die Pflege von Bestattungswäldern. Im FriedWald in Kisdorf, dem RuheForst Flensburger Förde/Glücksburg und dem RuheForst Kummerfeld/Kreis Pinneberg finden Menschen ihre letzte Ruhestätte. Für Haustiere gibt es den Tierfriedhof in Langenberg.